# 联邦巩固与发展协会

联邦巩固与发展协会旗帜

联邦巩固与发展协会（羅馬化：prany htaung cu kri. re: hnang. hpwam. hprui: ye: a. sang），简称巩发会，是缅甸历史上的一个政治组织。1993年9月15日，该组织由军政府执政机构国家恢复法律和秩序委员会创建。该组织挂靠在军政府各级机构之下，并大量吸收青年人，成为军政府执政的群众基础。巅峰时期，该组织有近2500万名成员，相当于缅甸成年人口的三分之二。该组织为成员提供教育资源等各类支持和福利。2010年7月15日，该组织改组为联邦巩固与发展党。